# Pentledge Indian Reserve 2
Pentledge Indian Reserve 2 (franska: Réserve indienne Pentledge 2) är ett reservat i Kanada.   Det ligger i provinsen British Columbia, i den sydvästra delen av landet, 3 700 km väster om huvudstaden Ottawa.
I omgivningarna runt Pentledge Indian Reserve 2 växer i huvudsak blandskog. Runt Pentledge Indian Reserve 2 är det glesbefolkat, med 14 invånare per kvadratkilometer.